# Airbus
Airbus SAS es una empresa europea que diseña, fabrica y vende aviones civiles, filial del conglomerado Airbus SE. Desde 2019 es el principal fabricante de aeronaves de transporte de pasajeros del mundo. Su sede está en Blagnac, una localidad de Toulouse Metrópoli, Francia.
Airbus empezó como un consorcio de fabricantes de aeronaves llamado Airbus Industrie GIE, como una colaboración entre las empresas Aérospatiale de Francia, Messerschmitt-Bölkow-Blohm (MBB) de Alemania y British Aircraft Corporation (BAC) de Reino Unido, a la que posteriormente se unió Construcciones Aeronáuticas (CASA) de España.
La consolidación de la defensa europea y de las compañías aeroespaciales en 1999 y en el 2000 permitieron el establecimiento de una sociedad anónima en 2001, entre la neerlandesa EADS (European Aeronautic Defence and Space Company NV), (80 %) y la británica BAE Systems (20 %). Después de un periodo prolongado, BAE vendió su accionariado a EADS el 13 de octubre de 2006.
Airbus da empleo a unas 63 000 personas en 16 lugares de cuatro Estados de Europa: Francia, Alemania, España y el Reino Unido. El ensamblaje final tiene lugar por empresas colaboradoras en Blagnac y Colomiers (Francia); Hamburgo (Alemania);  Tianjin (China)  y en Mobile (Alabama, Estados Unidos).
La compañía produce y comercializa el primer avión de pasajeros fly-by-wire, el Airbus A320, y el avión de pasajeros más grande del mundo, el Airbus A380.

## Historia

### Origen
Airbus Industrie empezó como un grupo de interés económico de aviación europeo para competir con compañías estadounidenses como Boeing, McDonnell Douglas y Lockheed.
Aunque muchos aviones europeos eran innovadores, hasta los más exitosos eran poco producidos. En 1991, Jean Pierson, entonces CEO y director gerente de Airbus Industrie, describió varios factores que explicaban la posición dominante de los productores de aviones estadounidenses: el tamaño de los Estados Unidos hacía del transporte aéreo el modo favorito de viajar; un acuerdo anglo-estadounidense de 1942 confiaba la producción de los aviones de transporte a los Estados Unidos; y que la II Guerra Mundial había legado a Estados Unidos una «beneficiosa, vigorosa, poderosa y estructurada industria aeronáutica».

Con el propósito de fortalecer la cooperación europea en el campo de la aviación tecnológica y, por consiguiente, de promover el progreso tecnológico en Europa, es apropiado tomar medidas para el desarrollo conjunto y la producción de un «airbus» (literalmente, ‘aerobús’).
Declaración de objetivos de Airbus

A mediados de la década de 1960, comenzaron las negociaciones preliminares para la colaboración. Cada compañía individual tenía ya este objetivo; en 1959 Hawker Siddeley había anunciado una versión «airbus» del Armstrong Whitworth AW.660 Argosy que «podría albergar unos 126 pasajeros en rutas ultra-cortas por unas 2 libras por asiento y milla».
No obstante, los fabricantes de aviones europeos estaban al tanto de los riesgos de tal desarrollo y comenzaron a aceptar, junto con sus gobiernos, que la colaboración era necesaria para el desarrollo de dicha aeronave y para competir con los más poderosos fabricantes estadounidenses. En la exhibición aérea de París de 1965, las principales compañías aéreas europeas discutieron informalmente sobre sus requisitos para el nuevo «airbus», capaz de transportar a 100 pasajeros o más en distancias cortas y medias a bajo coste. Ese mismo año, Hawker Siddley (a instancias del gobierno del Reino Unido) se asoció con las empresas Breguet y Nord para estudiar los diseños del airbus. El grupo Hawker Siddeley/Breguet/Nord HBN 100 se convirtió en la base para la continuidad del proyecto. En 1966, los socios eran Sud Aviation, posteriormente Aérospatiale (Francia), Arbeitsgemeinschaft Airbus, posteriormente Deutsche Airbus (Alemania) y Hawker Siddeley (Reino Unido). Los tres gobiernos hicieron una solicitud de crédito en 1966. El 25 de julio de 1967 los tres gobiernos acordaron seguir adelante con la propuesta.
En los dos años siguientes a este acuerdo, los gobiernos británico y francés expresaron sus dudas sobre el proyecto. El memorándum de entendimiento establecía que se deberían haber alcanzado 75 objetivos para el 31 de julio de 1968. El gobierno francés amenazó con retirarse del proyecto debido a la financiación para el desarrollo al mismo tiempo del Airbus A300, el Concorde y el Dassault Mercure, pero fue persuadida para continuar. A causa de la preocupación por la propuesta del A300B en diciembre de 1968, y temiendo no recuperar su inversión debido a la falta de ventas, el gobierno británico se retiró del proyecto el 10 de abril de 1969. Alemania aprovechó para aumentar su accionariado en el proyecto hasta el 50 %. Dada la participación de Hawker Siddeley hasta ese momento, Francia y Alemania se mostraron reacios a hacerse cargo del diseño del ala. Por ello, se permitió que esa compañía británica continuase en el proyecto como una subcontrata priviligada. Hawker Siddeley invirtió 35 millones de libras en herramientas y, como necesitaba más capital, recibió un préstamo de 35 millones de libras del gobierno alemán.

### Fundación de Airbus Industrie

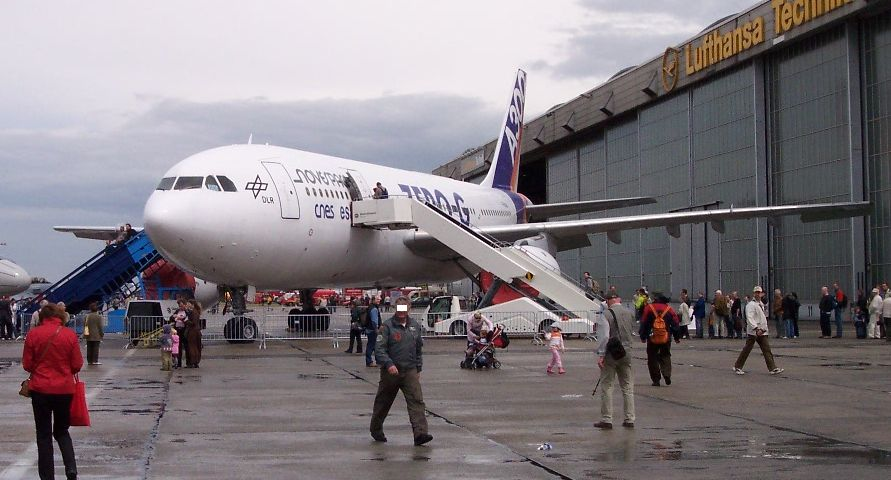
Airbus A300, el primer avión de Airbus.

Airbus Industrie se fundó formalmente como una groupement d'intérêt économique (GIE), una institución similar a un consorcio, el 18 de diciembre de 1970. Se creó por una iniciativa de 1967 de los gobiernos de Francia, Alemania y Reino Unido. El 50 % del accionariado inicial era de la compañía francesa Aérospatiale y de la compañía alemana Deutsche Airbus. El nombre de Airbus era un término sin propietario usado por la industria aeronáutica en la década de 1960 para referirse a un avión comercial de cierto tamaño, por lo que fue aceptado por el idioma francés.
Las empresas Aérospatiale y Deutsche Airbus se adjudicaron un 36,5 % del trabajo, Hawker Siddeley un 20 % y la compañía neerlandesa Fokker-VFM el 7 %. Cada empresa entregaría sus secciones totalmente equipadas y listas para volar. En octubre de 1971, la empresa española Construcciones Aeronáuticas S.A. (CASA) adquirió una participación del 4,2 % de Airbus Industrie, lo que dejó a Aérospatiale y Deutsche Airbus con el 47,9 % del accionariado. En enero de 1979, British Aerospace, que absorbió a Hawker Siddeley en 1977, adquirió un 20 % del accionariado de Airbus Industrie. Los accionistas mayoritarios redujeron su accionariado al 37,9 %, aunque CASA mantuvo su 4,2 %.

### Construcción del A300

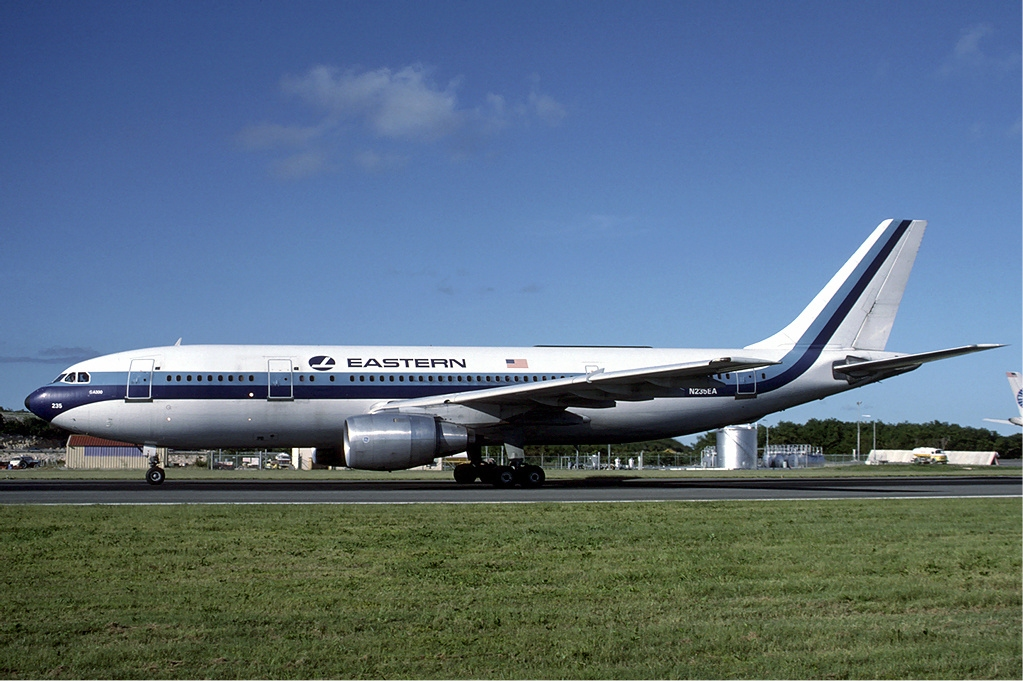
A300 de Eastern Air Lines, el primer cliente estadounidense.

Se quiso que el Airbus A300 fuese la primera aeronave desarrollada, construida y vendida por Airbus. A comienzos de 1967 el diseño del A300 proponía 320 asientos y dos motores iguales. De acuerdo con el tratado de los tres gobiernos de 1967, Roger Béteille fue nombrado director técnico del proyecto de desarrollo del A300. Béteille desarrolló una división del trabajo que sería la base de la producción de Airbus durante los años venideros: Francia fabricaría la cabina, el control de vuelo y la sección central inferior del fuselaje; Hawker Siddeley, que usó tecnología de Hawker Siddeley Trident, produciría las alas; Alemania haría las secciones del fuselaje delantero y trasero, así como la sección central superior; Países Bajos haría los flaps y los alerones y, finalmente, España (que se hizo pleno colaborador) haría el estabilizador horizontal. El 26 de septiembre de 1967 los gobiernos alemán, francés y británico firmaron un memorándum de entendimiento que permitió continuar los estudios de desarrollo. Esto también confirmó que Sud Aviation fuese la compañía líder, que Francia y el Reino Unido tendrían un 37,5 % del trabajo y Alemania un 25 %, y que Rolls-Royce fabricaría los motores.
Como las aerolíneas apoyaron de forma tibia un Airbus A300 de más de 300 asientos, los socios propusieron el A250, que posteriormente se convertiría en el A300B, un avión de pasajeros de 250 asientos impulsado por motores preexistentes.
Esto redujo enormemente los costes de desarrollo, porque el uso del motor de Rolls-Royce RB207, que iba a ser usado en el A300, representaba un gran porcentaje de los costes. El RB207 también sufrió dificultades y retrasos, porque Rolls-Royce concentró sus esfuerzos en desarrollar otro motor de avión, el RB211, para el avión Lockheed L-1011 y porque Rolls-Royce entró en bancarrota en 1971. El avión A300B era más pequeño pero más ligero y más económico que los rivales norteamericanos de tres motores.

Demostramos al mundo que no estábamos sentados en una maravilla de nueve días, y que queríamos hacer realidad una familia de aviones [...] ganamos clientes que no hubiéramos ganado de ninguna otra forma [...] ahora teníamos dos aviones que tenían tanto en común que las cabinas y los sistemas estaban relacionados.
Jean Roeder, ingeniero jefe de Deutsche Airbus, hablando del A310

En 1972, el A300 realizó su primer vuelo y el primer modelo producido, el A300B2, entró en servicio en 1974, aunque el lanzamiento del A300 se vio ensombrecido por la aeronave supersónica Concorde. Inicialmente, el éxito del consorcio fue escaso pero los pedidos para el avión recogidos se debieron, en parte, a la capacidad de comercialización del consejero delegado de Airbus, Bernard Lathière, con aerolíneas en América y Asia. En 1979, el consorcio tenía 256 encargos del A300, y Airbus puso en marcha un avión más avanzado, el A310, el año anterior. Fue la puesta a la venta del A320 en 1987 lo que garantizó la posición de Airbus como un competidor importante en el mercado de los aviones. Ese avión contaba con más de 400 encargos antes de que volase por primera vez, en comparación con los 15 encargos que tenían del A300 en 1972.

### Fundación de Airbus SAS
El mantenimiento de la producción y los activos de ingeniería de las compañías asociadas al efecto hicieron de Airbus Industrie una compañía con ventas y marketing. Esta distribución dio lugar a ineficiencias debido a los conflictos de intereses inherentes entre cuatro compañías enfrentadas; los dos accionistas del GIE (del consorcio) y aquellos con quien subcontrataban.
Las compañías colaboraban en el desarrollo del Airbus pero se reservaban los detalles financieros de su propia producción para poder elevar el precio que le pasaban a sus sub-conjuntos. Cada vez estaba más claro que el proyecto del Airbus no conllevaba solamente una colaboración temporal para producir un solo avión, sino que se había convertido en una marca duradera para desarrollar nuevas aeronaves. A finales de la década de 1980 se empezó a trabajar en un par de nuevos aviones de tamaño medio, los mayores producidos hasta ese momento bajo la marca Airbus, el A330 y el A340. A comienzos de la década de 1990, Jean Pierson, entonces CEO de Airbus, dijo que se debería abandonar el GIE y que Airbus debería establecerse como una empresa convencional. No obstante, las dificultades para integrar y valorar los activos de las cuatro compañías, así como elementos legales, retrasaron esta iniciativa. 
En diciembre de 1998, cuando se informó que la British Aerospace y la DASA estaban próximas a fusionarse, Aérospatiale paralizó las negociaciones de la conversión de Airbus; la compañía francesa temía que la unión entre BAC y DASA dominase a la compañía, ya que ambas empresas suponían el 57,9 % del accionariado de Airbus. Aérospatiale propuso una división al 50 % de la compañía. No obstante, el asunto se resolvió en enero de 1999 cuando BAC abandonó las conversaciones con DASA para unirse en su lugar con Marconi Electronic System, para pasar a convertirse en BAE Systems.
En 2000, tres de las cuatro compañías asociadas (DaimlerChrysler Aerospace, sucesora de Deutsche Airbus; Aérospatiale-Matra, sucesora de Sud-Aviation; y CASA) se unieron para formar EADS, lo que simplificó el proceso. En el momento de la fusión EADS estaba en conversaciones avanzadas con BAE para formar Airbus Integrated Company. EADS era la propietaria de Airbus France, Airbus Deutschland y Airbus España, que eran el 80 % de Airbus Industrie.
Finalmente EADS y BAe segregaron su negocio de aviación comercial en Francia (Airbus Operations SAS), Alemania (Airbus Operations GmbH), España (Airbus Operations SL) y Reino Unido (Airbus Operations Ltd.) y se lo transfirieron a la nueva Airbus SAS.  BAE Systems y EADS transfirieron sus activos de producción a la nueva compañía, Airbus S.A.S., a cambio de su accionariado correspondiente en la compañía.

### Desarrollo del A380

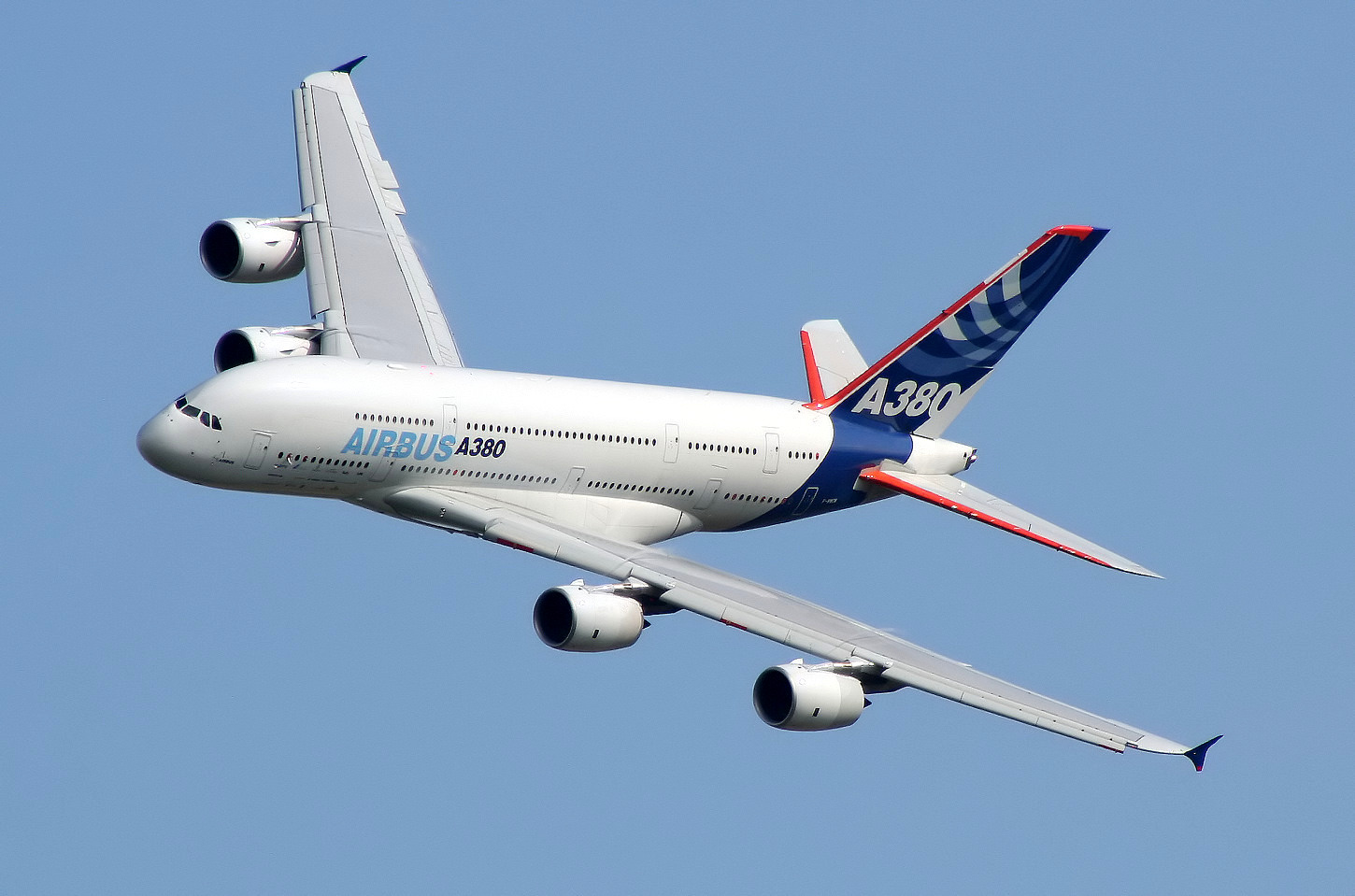
El Airbus A380, el avión de pasajeros más grande del mundo.

A mediados de 1988, un grupo de ingenieros de Airbus, liderados por Jean Roeder, comenzaron a trabajar en secreto en el desarrollo de un avión de pasajeros de ultra-alta capacidad (ultra-high-capacity airliner, UHCA), para completar su oferta de productos y para romper el dominio que Boeing había tenido en este segmento del mercado desde principios de 1970 con su Boeing 747. El proyecto fue anunciado en 1990, en la exhibición aérea de Farnborough, y se declaró que el objetivo era reducir un 15 % el coste del 747-400. Airbus organizó cuatro equipos de diseñadores, uno con cada uno de sus socios (Aérospatiale, DaimlerChrysler Aerospace, British Aerospace y CASA) para proponer nuevas tecnologías para sus futuros diseños de aeronaves. En junio de 1994, Airbus comenzó a desarrollar su propio gran avión de pasajeros, designado posteriormente como A3XX. Airbus estudió algunos diseños, incluyendo una extraña combinación de dos fuselajes del A340, que era el avión más grande de la compañía en ese momento. Airbus refinó su diseño y esto provocó una reducción del 15 % al 20 % del coste del 747-400 existente. En el diseño del A3XX coincidieron un diseño de dos pisos, que proporcionaba más volumen para pasajeros que el tradicional diseño de un solo piso.
Se construyeron cinco A380 para pruebas y demostraciones. El primer A380 fue presentado en una ceremonia en Toulouse el 18 de enero de 2005, y su primer vuelo tuvo lugar el 27 de abril de 2005. Después de un aterrizaje exitoso tras 3 horas y 54 minutos, el piloto de pruebas Jacques Rosay dijo que haber volado en el A380 había sido «como conducir una bicicleta». El 1 de diciembre de 2005, el A380 alcanzó su velocidad máxima de Mach 0,96. El 10 de enero de 2006, el A380 hizo su primer vuelto transatlántico hacia Medellín, en Colombia.
El Airbus A380 se aplazó hasta octubre de 2006 debido al uso de un software incompatible para ese diseño. Al principio, la planta de ensamblaje de Tolouse usaba la última versión, la 5, del CATIA (hecha por Dassault), mientras que el centro de diseño de la fábrica de Hamburgo estaba usando la versión 4, más antigua e incompatible. El resultado fue que los 530 km (kilómetros) de cableado del avión debían ser completamente rediseñados. Aunque no se canceló ningún encargo, Airbus ha tenido que pagar millones debido a penalizaciones por la demora en las entregas.
La primera entrega de este avión fue a Singapore Airlines el 15 de octubre de 2007. Este entró en servicio el 25 de octubre de 2007 con un vuelo inaugural entre Singapur y Sídney. Dos meses después, el CEO de Singapore Airlines, Chew Choong Seng, dijo que el A380 funcionaba mejor de lo que la compañía aérea y la empresa Airbus habían previsto, ya que consumía un 20 % menos de combustible por pasajero que la flota de 747-400 que tenían. Emirates fue la segunda aerolínea a la que se le hizo entrega del A380, el 28 de julio de 2008, y empezó con una ruta entre Dubái y Nueva York el 1 de agosto de 2008. La aerolínea Qantas fue la siguiente el 19 de septiembre de 2008, con una ruta entre Melbourne y Los Ángeles el 20 de octubre de 2008.

### La expansión y la venta de la participación de BAE
En 2003, Airbus y el grupo Kaskol crearon un centro de ingeniería de Airbus en Rusia que empezó con 30 ingenieros y que ha supuesto un modelo exitoso para la estrategia de globalización de Airbus. Fue el primer centro de ingeniería que abrió en Europa fuera de los países donde surgió el proyecto. Con un equipamiento de última generación, y manteniéndose en contacto con los centros de ingeniería de Francia y Alemania, el centro trabajaba en asuntos como la estructura del fuselaje, la fatiga de los materiales, la instalación de los sistemas y el diseño. En 2011, el centro daba empleo a 200 ingenieros que habían completado unos 30 proyectos a gran escala para los programas de desarrollo del A320, el A330/A340 y el A380. Los ingenieros rusos también realizaron más de la mitad del diseño de avión de carga A330-200F, centrando su actividad en el diseño del fuselaje, la instalación de las rejillas del suelo y las uniones. El centro actualmente está implicado en el diseño del A320neo Sharklets y en el desarrollo del A350 XWB.
El 6 de abril de 2006, BAE Systems planeó vender su 20 % de participación en Airbus, entonces valorado 3500 millones de euros. Los analistas sugirieron esa operación para asociarse con firmas estadounidenses de forma más fehaciente, tanto en términos financieros como políticos. En un primer momento BAE intentó ponerse de acuerdo en un precio con EADS a través de un procedimiento informal. Debido al alargamiento de las negociaciones y a los desacuerdos sobre el precio, BAE ejerció una opción de venta y solicitó una tasación al banco N. M. Rothshild & Sons.
En junio de 2006, Airbus se vio envuelto en una controversia internacional significativa cuando anunció nuevos retrasos en la entrega de su A380. Tras este anuncio, el valor de las acciones de la compañía se hundió un 25 % en cuestión de días, aunque se recuperó poco después. Pronto le siguieron a esto acusaciones a Noël Forgeard, CEO de EADS, el socio mayoritario, de haber abusado de información privilegiada. La pérdida de valor de las acciones supuso una grave preocupación para BAE, y la prensa describió como «roce furioso» a la relación entre BAE y EADS, ya que BAE creía que el anuncio se había hecho para bajar el valor de su participación accionarial. Un grupo de accionistas francés presentó una demanda colectiva contra EADS por no informar a los inversores de las consecuencias financieras de los retrasos del A380 y las compañías aéreas que esperaban las entregas exigieron una compensación. Como resultado de esto, el jefe de EADS, Noël Forgeard, y el CEO de Airbus, Gustav Humbert, dimitieron el 2 de julio de 2006.
El 2 de julio de 2006, Rothschild valoró el accionariado de BAE en 2750 millones de euros, muy por debajo de la expectativa de BAE, de los analistas, e incluso de EADS. El 5 de julio, BAE nombró auditores independientes para investigar por qué el valor de su participación en Airbus había caído tanto en la valoración de Rothschild. Sin embargo, en septiembre de 2006, BAE acordó la venta de su participación en Airbus a EADS por 2750 millones de euros estando todavía pendiente la aprobación de los accionistas de BAE. El 4 de octubre, los accionistas votaron a favor de la venta, dejando a Airbus completamente en propiedad de EADS.

### Reestructuración de 2007
El 9 de octubre de 2006, Christian Streiff, sucesor de Humbert, dimitió por diferencias con la compañía matriz (EADS) acerca de la cantidad de independencia que se le concedería en la implementación de su plan de reorganización de Airbus. Fue sucedido por el CEO de EADS, Louis Gallois, lo que dio a Airbus un control más directo de su compañía matriz.
El 28 de febrero de 2007, el CEO Louis Gallois anunció el plan de reestructuración de la compañía. Se titulaba Power8. El plan reduciría 10 000 empleos en cuatro años; 4300 en Francia, 3700 en Alemania, 1600 en el Reino Unido y 400 en España. 5000 de esos 10 000 pasarían a ser empleados subcontratados. Las fábricas de Saint-Nazaire, Varel y Laupheim se pusieron a la venta o se cerraron, mientras que las de Méaulte, Nordenham y Filton se «abrieron a los inversores». El 16 de septiembre de 2008, la planta de Laupheim se vendió a un consorcio de Thales-Diehl para constituir Diehl Aerospace y aunque se conservaron las actividades de diseño de Filton, la fabricación se vendió a la compañía británica GKN. Los sindicatos de Airbus en Francia y Alemania amenazaron con realizar huelgas.
Durante la crisis económica de 2007, y debido a los problemas de las aerolíneas por la caída de pasajeros, se recortó la producción del A380 a 14. Se les dieron descuentos a los primeros clientes del A380 y se recortó la producción de su modelo A330 a 5 aviones por mes.

### El récord de pedidos del A320neo de 2011
En la exhibición aérea de París de 2011, Airbus recibió unos encargos valorados en 72 200 millones de dólares por 730 aviones, lo que representaba un nuevo récord de la industria de la aviación civil. El modelo A320neo (neo por new engine option, nueva opción de motor), anunciado en diciembre de 2010, recibió 667 encargos, que, junto con los encargos anteriores, sumaban 1029 encargos en 6 meses, lo que también era un nuevo récord.

## Producción civil

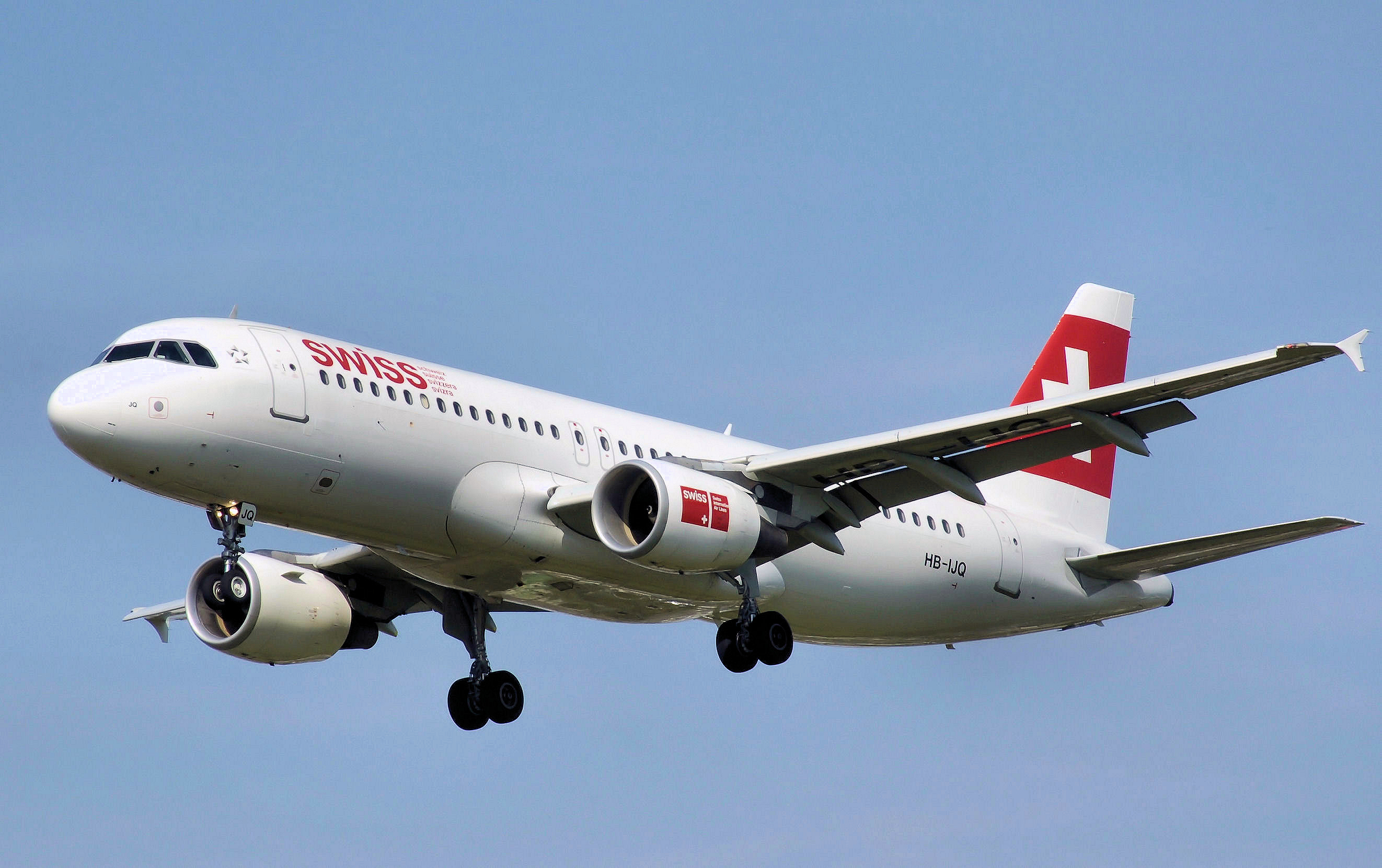
Airbus A320, el primer modelo de avión de pasajeros de la gama A318, A319, A320 y A321.

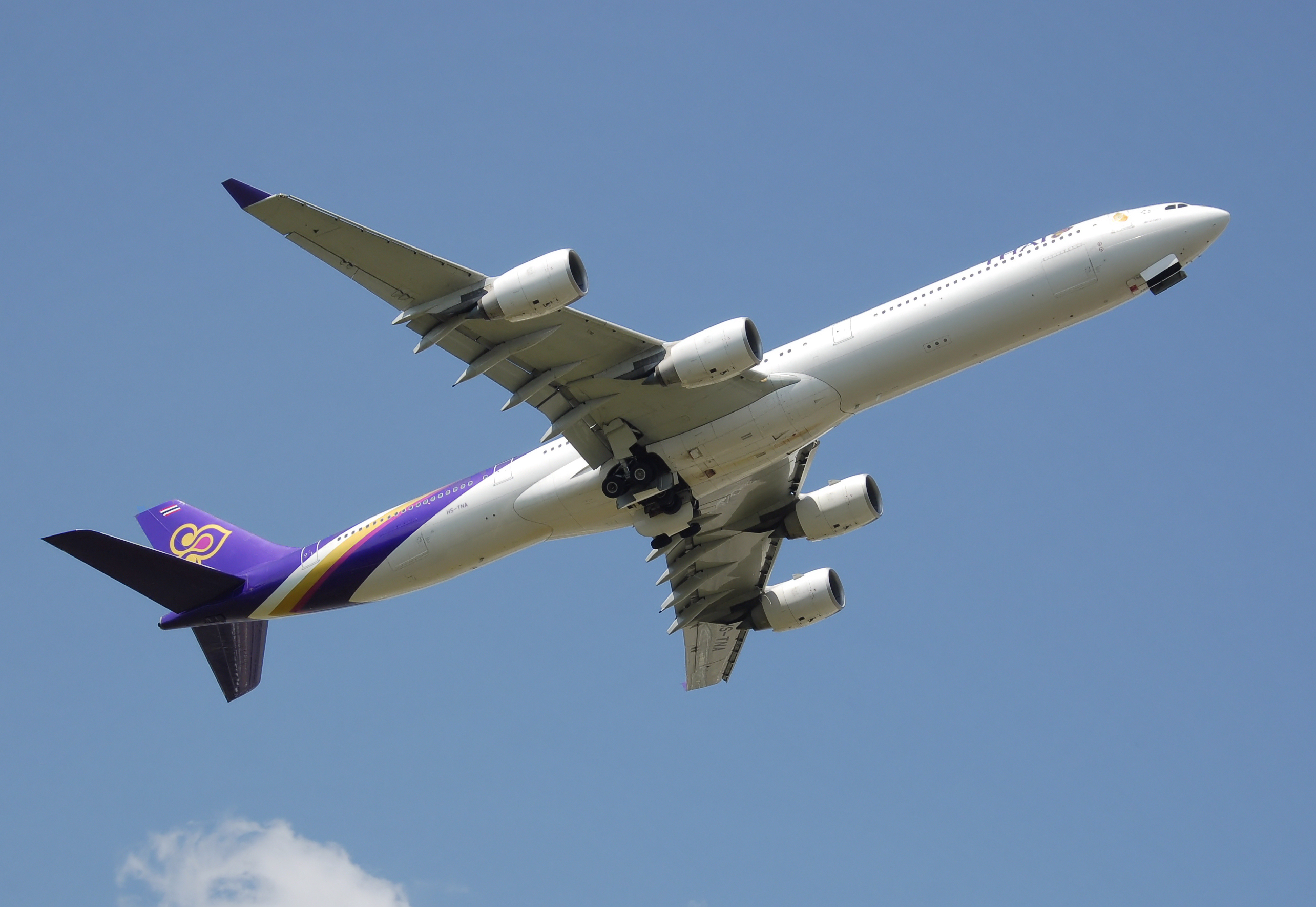
Airbus A340-600, un avión de gran autonomía, cuatro motores y fuselaje ancho.

La línea de productos de Airbus empezó con el A300, el primer avión bimotor con dos pasillos. Una variante más pequeña del A300, con modificaciones en las alas y en los motores, fue A310. A raíz de su éxito, Airbus lanzó el A320, que se destacó por ser el primer avión comercial que utilizó un sistema de control fly-by-wire. El A320 fue, y sigue siendo, un gran éxito comercial. El A318 y el A319 son versiones más pequeñas. Algunos A319 se realizan para el mercado de los aviones de negocios corporativos, como Airbus Corporate Jets. Existe una versión alargada del A320 conocida como A321. El principal competidor del A320 es el Boeing 737.
Los productos de fuselaje ancho de mayor alcance, el A330 bimotor y el A340 de cuatro motores, tienen alas eficientes, mejoradas por winglets. El Airbus A340-500 tiene una autonomía de 16 700 km (kilómetros), la segunda más grande de todos los aviones comerciales, solo después del Boeing 777-200LR (17 446 km). Todos los aviones Airbus desarrollados desde entonces tienen sistemas de cabina similares al del A320, por lo que es más fácil de entrenar a la tripulación. La producción del A340 de cuatro motores finalizó en 2011 por la escasez de ventas en comparación con sus homólogos de dos motores, como el Boeing 777.
Airbus está estudiando un modelo para reempleazar el A320, llamado provisionalmente Airbus NSR, para tener una nueva «aeronave de poca autonomía» (NRS, por sus siglas en inglés). Estos estudios han indicado una eficiencia de combustible del 9 o el 10 % para la NSR. Airbus, sin embargo, prefirió optar por mejorar el diseño del A320 ya existente con nuevos winglets y trabajando en mejoras aerodinámicas. Este «A320 mejorado» debería disminuir el consumo de combustible alrededor del 4-5 %, para poder ser vendido para reemplazar el A320 en el 2017 o el 2018.
El 24 de septiembre de 2009, el director de operaciones Fabrice Brégier declaró a Le Figaro que la empresa necesitaría de 800 a 1000 millones de euros en seis años para desarrollar la nueva generación de aviones y preservar el liderazgo tecnológico de la empresa frente a nuevos competidores, como el COMAC C919, programado para entre 2015 y 2020.
En julio de 2007, Airbus entregó su último A300 a FedEx, lo que supuso el fin de la producción del A300/A310. Airbus intentó reubicar el ensamblaje del A320 de Toulouse a Hamburgo, y trasladar la producción del A350/A380 hacia Toulouse desde Hamburgo como parte del plan de reestructuración Power 8, que empezó con el ex-CEO Christian Streiff.
Airbus suministró piezas de repuesto y servicio para el Concorde hasta que se retiró en 2003.
| Avión | Descripción                                                 | Asientos | Máximo  | Primer vuelo           | Cese de la producción                                                                    |
| ----- | ----------------------------------------------------------- | -------- | ------- | ---------------------- | ---------------------------------------------------------------------------------------- |
| A300  | 2 motores, 2 pasillos                                       | 228-254  | 361     | 28 de octubre de 1972  | 27 de marzo de 2007 (561 construidos)                                                    |
| A310  | 2 motores, 2 pasillos, modificación del A300                | 187      | 279     | 3 de abril de 1982     | 27 de marzo de 2007 (255 construidos)                                                    |
| A318  | 2 motores, 1 pasillo, 6.17 m más corto que el A320          | 107      | 132     | 15 de enero de 2002    | 31 de diciembre de 2013 (80 construidos)                                                 |
| A319  | 2 motores, 1 pasillo, 3.77 m más corto que el A320          | 124      | 156     | 25 de agosto de 1995   |                                                                                          |
| A320  | 2 motores, 1 pasillo                                        | 150      | 190     | 22 de febrero de 1987  |                                                                                          |
| A321  | 2 motores, 1 pasillo, 6.94 m (metros) más largo que el A320 | 185      | 236     | 11 de marzo de 1993    |                                                                                          |
| A330  | 2 motores, 2 pasillos                                       | 246-300  | 406–440 | 2 de noviembre de 1992 |                                                                                          |
| A340  | 4 motores, 2 pasillos                                       | 239–380  | 380-440 | 25 de octubre de 1991  | septiembre de 2008 (A340-200) 10 de noviembre de 2011 (con variaciones, 377 construidos) |
| A350  | 2 motores, 2 pasillos                                       | 270–350  | 550     | 14 de junio de 2013    |                                                                                          |
| A380  | 4 motores, 2 pasillos, dos pisos                            | 555      | 853     | 27 de abril de 2005    | 2021 (251 construidos)                                                                   |

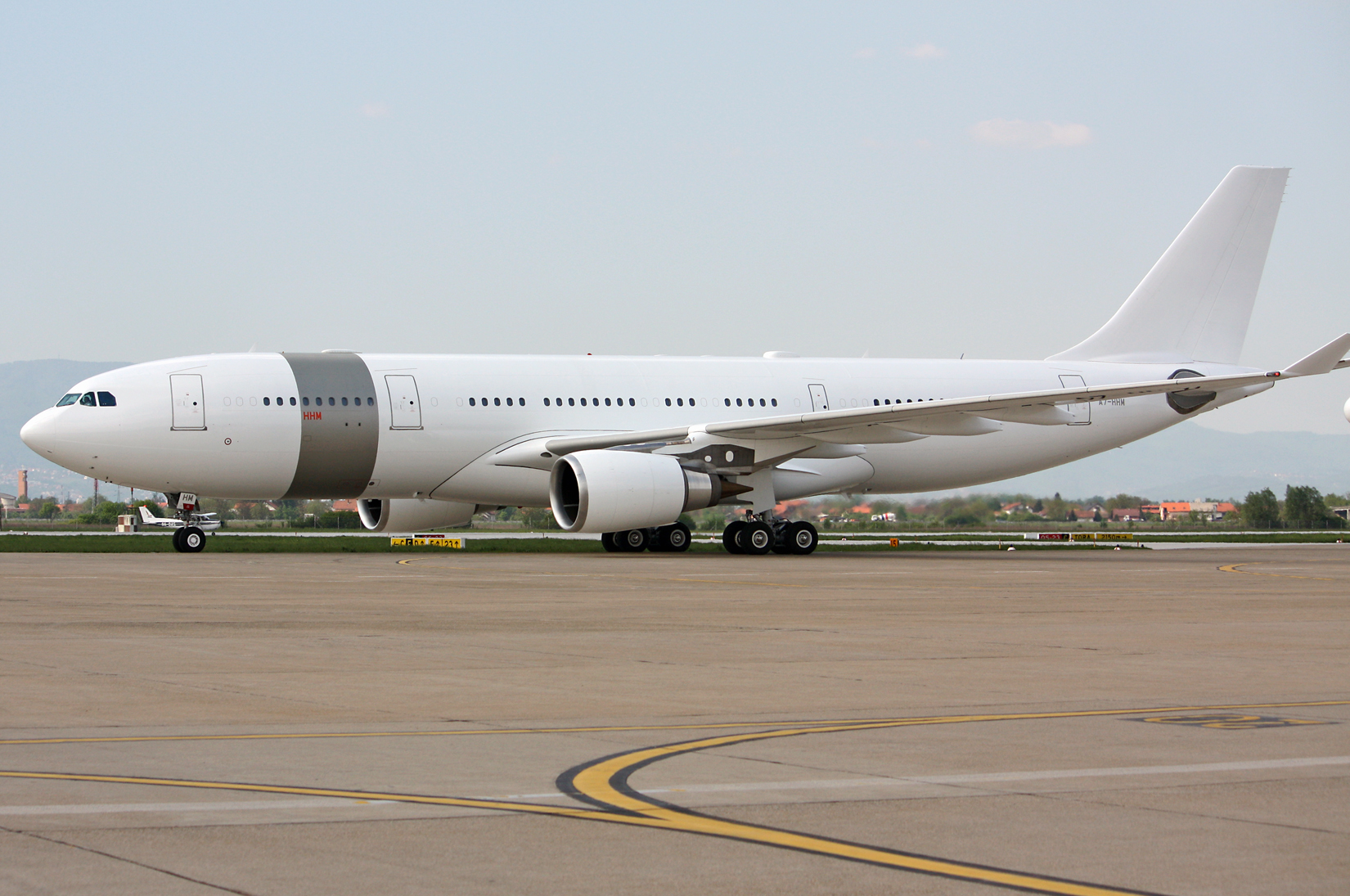
Avión vip Airbus A330 de la aerolínea Qatar Amiri Flight, aparcado en el aeropuerto de Zagreb.

Los Airbus Corporate Jets están modificados para particulares y empresas. Existe una gama de modelos que va paralela a la gama de aviones comerciales que ofrece la empresa. Estos van desde el A318 Elite al A380 Prestige, de dos o tres pisos. Tras la aparición del 737 Boeing Business Jet, Airbus se unió al mercado de los aviones de negocios con el A319 Corporate Jet en 1997. Aunque el término Airbus Corporate Jet fue usado inicialmente solo para el A319CJ, ahora se utiliza a menudo para todos los aviones corporativos y privados de esta empresa, incluyendo el modelo vip de fuselaje ancho. En diciembre de 2008, operaban 121 aviones corporativos y privados, y se habían recibido 164 encargos, incluyendo un A380 Prestige y 107 aviones coporativos A320. El 21 de septiembre de 2020, en París, la compañía anunció el desarrollo de la familia Airbus ZEROe, la primera línea de aviones comerciales propulsada por hidrógeno líquido, cuya fecha de lanzamiento se marcó para el año 2035.

### Bienes de consumo
En junio de 2013, Airbus anunció que desarrollaría una gama de «maletas inteligentes», bautizadas como Bag2Go, para viajeros aéreos, junto con la empresa de equipaje Rimowa y con la empresa de tecnologías de la información T-Systems. Los objetos cuentan con una colección de elementos electrónicos que se comunican con las aplicaciones del teléfono móvil y con los sistemas de tecnologías de la información de la aerolínea, para asistir al viajero y mejorar la seguridad y la fiabilidad del manejo de su equipaje. Los gadgets incluyen un medidor de peso, un geolocalizador por GPS, RFID para la identificación y una tarjeta SIM para mensajes. Desde aquel momento se han anunciado productos similares, con más gadgets, por parte de Delsey y Bluesmart.

## Productos militares
En la actualidad, la fabricación de productos militares de Airbus no depende de Airbus SAS, sino de Airbus Defence and Space. Esto se debe a que Airbus creó Airbus Military, que posteriormente pasó a integrar Airbus Defence and Space. Tanto Airbus SAS como Airbus Defence and Space dependen de Airbus Group SE.
A finales de la década de los 90, Airbus mostró un interés creciente en el desarrollo y la venta de aviación militar. La expansión en el mercado de la aviación militar era deseable para reducir la exposición de Airbus a los altibajos de la industria de la aviación civil. Se embarcó en dos campos principales de desarrollo: de repostaje en vuelo, con el Airbus A310 MRTT (Multi-Role Tanker Transport) y el Airbus A330 MRTT, y transporte aéreo táctico con el A400M.

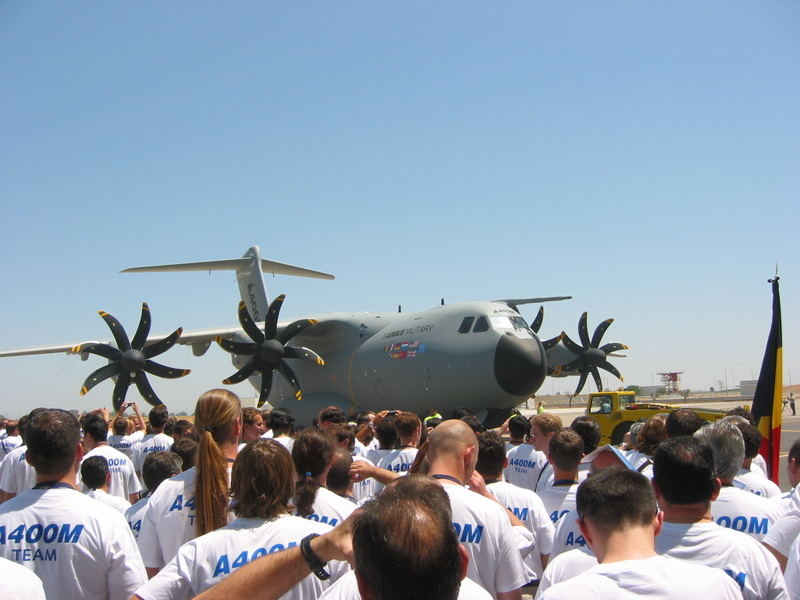
El primer A400M. Sevilla, 26 de junio de 2008.

En enero de 1999, Airbus creó una compañía aparte, Airbus Military S.A.S., para desarrrollar y producir un avión de transporte turbopropulsado, el Airbus A400M Atlas. El A400 está siendo desarrollado por varios miembros de la OTAN, como Bélgica, Francia, Alemania, Luxemburgo, España, Turquía y el Reino Unido, como una alternativa para no depender de las aeronaves extranjeras en el transporte aéreo táctico, como el avión ucraniano Antonov An-124 y el avión estadounidense C-130 Hercules. El proyecto del A400M ha sufrido algunos retrasos y Airbus ha amenazado con cancelar su desarrollo a menos que recibiese subvenciones estatales.
Pakistán encargó un Airbus A310 MRTT en 2008, una versión de un modelo base, el A310, que ya no está en producción. El 25 de febrero de 2008 Airbus consiguió un pedido los Emiratos Árabes Unidos para tres aviones MRTT de repostaje en el aire, que eran una adaptación de los aviones de pasajeros A330. El 1 de marzo de 2008, un consorcio de Airbus y Northrop Grumman consiguió un contrato de 35000 millones de dólares para construir el nuevo avión de repostaje en vuelo KC-45A, una versión de construcción estadounidense del MRTT, para la Fuerza Aérea de los Estados Unidos. La decisión produjo una queja formal por parte de Boeing, y el contrato del KC fue cancelado para una nueva licitación.

## Nuevo avión de pasajeros supersónico
En septiembre de 2014, Aerion se asoció con Airbus (sobre todo con Airbus Defense) para colaborar en el diseño del Aerion AS2, un avión privado supersónico de 11 asientos. Se esperaba que se pudiera comercializar en 2021.

## Pedidos y entregas

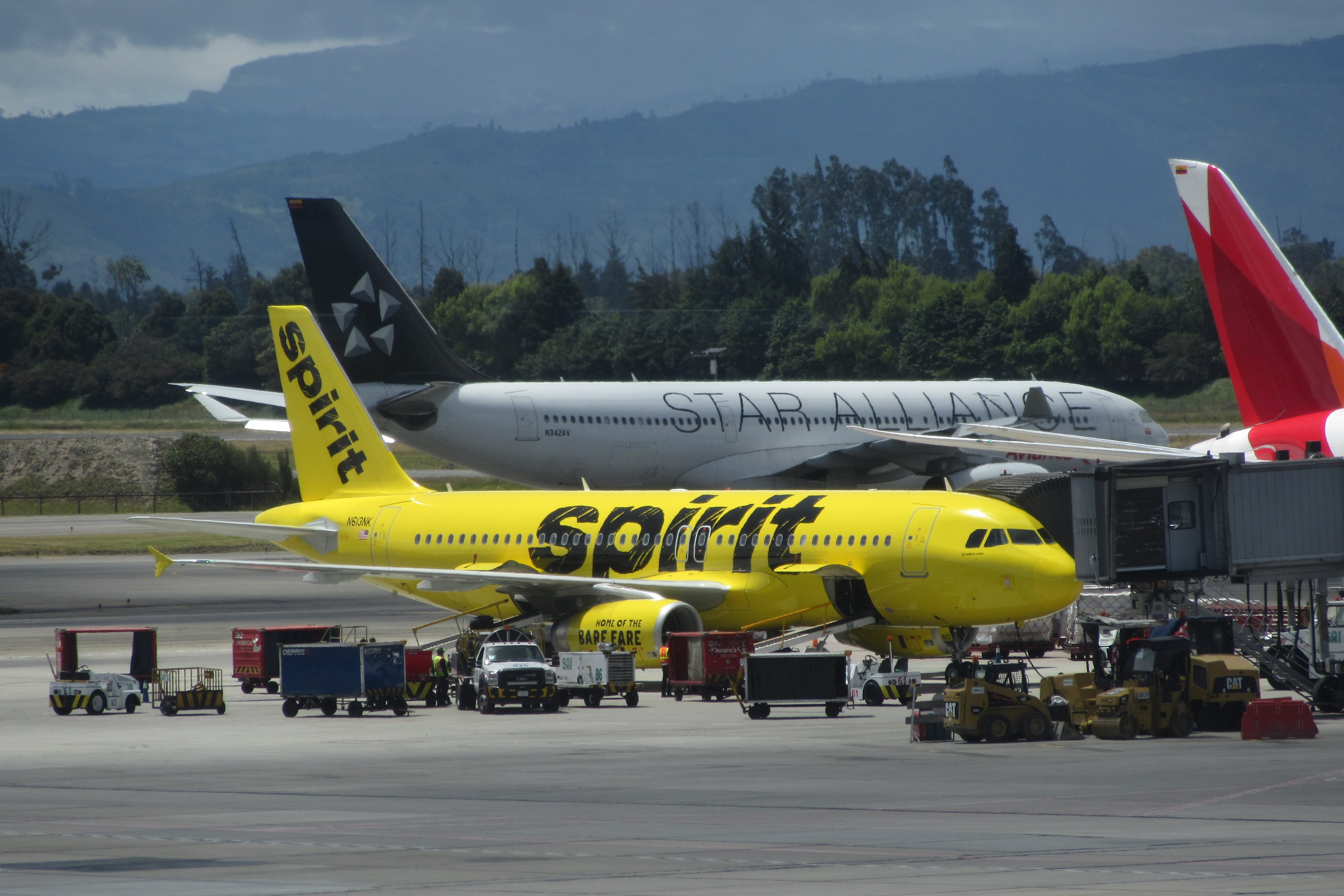
Airbus A320 de Spirit Airlines y Airbus A330 de Avianca en el Aeropuerto El Dorado de Bogotá.

| Aeronave | Pedidos | Entregas | En operación | Pendientes |
| -------- | ------- | -------- | ------------ | ---------- |
| A300     | 561     | 561      | 231          | —          |
| A310     | 255     | 255      | 56           | —          |
| A320*    | 8127    | 8094     | 7517         | 51         |
| A320neo* | 7468    | 1877     | 1877         | 5591       |
| A330*    | 1480    | 1455     | 1375         | 25         |
| A330neo* | 331     | 63       | 62           | 268        |
| A340*    | 377     | 377      | 214          | —          |
| A350     | 915     | 438      | 438          | 477        |
| A380     | 251     | 248      | 243          | —          |
| Total    | 20 409  | 13 536   | 12 181       | 6870       |

- Todos los modelos incluidos.

Información a 31 de julio de 2021.

## Competencia con Boeing
Airbus compite con Boeing cada año por encargos de aviones. Airbus ha logrado el 50 % de los encargos de la década de los 2000 desde 2003.
Airbus tuvo una gran ratio de pedidos en 2003 y 2004. En 2005 Airbus consiguió 1111 encargos (1055 netos), en comparación con los 1029 (1002 netos) de Boeing el mismo año. No obstante, Boeing ganó el 55 % en función del total de valor de los encargos y en 2006 Boeing ganó más encargos y por más valor que Airbus. En 2006 Airbus logró 824 encargos. El 2006 fue el segundo mejor año de su historia, con excepción del anterior. Airbus planeó incrementar la producción del A320 para alcanzar los 40 al mes en 2012, al tiempo que Boeing incrementaba su producción mensual del Boeing 737 de 31,5 a 35 al mes.
En cuanto a aviones operativos, hubo 7264 aviones Airbus operativos en abril de 2013. Aunque Airbus ha recibido la mitad de los encargos de aviones desde 2003, el número de aviones Boeing que había en funcionamiento desde abril de 2013 era superior a los de Airbus, habiendo 1972 de los primeros y 1958 de los segundos. No obstante, esa ventaja ha ido disminuyendo a medida que se han ido retirando los aviones antiguos.
Aunque ambos fabricantes tienen varios aviones de un solo pasillo y de fuselaje ancho, sus aviones no siempre compiten directamente. En vez de eso, producen modelos ligeramente más pequeños o más grandes que el otro con el fin de tapar los agujeros en la demanda. El A380, por ejemplo, está diseñado para ser más grande que el 747. El A350XWB compite por tener características superiores a las del 787 e inferiores al 777. El A320 es más grande que el 737-700, pero menor que el 737-800. El A321 es más grande que el 737-900, pero más pequeño que el anterior 757-200. Las aerolíneas ven esto como una ventaja, puesto que consiguen una gran gama de productos entre los 100 y los 500 asientos.
En los últimos años, el Boeing 777 se ha vendido más que sus homólogos de Airbus, que incluyen la familia A340, así como el A330-300. El A330-200, de menor tamaño, compite con el 767, y ha vendido más que su homólogo de Boeing en los últimos años. Se prevé que el A380 reduzca más las ventas del Boeing 747. Airbus ganando una cuota de mercado en aviones de gran tamaño, a pesar de que los frecuentes retrasos en el programa A380 han provocado que varios clientes adquiriesen el 747-8. Airbus también ha propuesto al A350 para competir con el Boeing 787 Dreamliner, tras haber sido presionado por las aerolíneas para tener un producto que compitiera con ese modelo.
Airbus abrirá un centro R&D y un fondo de capital de riesgo en Silicon Valley. El CEO de Airbus, Fabrice Bregier, dijo: «¿Cuál es la debilidad de un gran grupo como Airbus cuando hablamos de innovación? Creemos que tenemos mejores ideas que el resto del mundo. Lo creemos porque controlamos las tecnologías y las plataformas. El mundo nos ha mostrado en la industria del automóvil, la industria espacial y la industria de la alta tecnología que esto no es cierto, y que tenemos que estar abiertos a las ideas de otros y las innovaciones de los demás».
El CEO de Airbus Group, Tom Enders, declaró que: «La única manera de hacerlo para las grandes empresas, en realidad, es crear espacios fuera de la empresa principal, donde permitir e incentivar la experimentación […] Eso es lo que hemos empezado a hacer, pero no hay un manual […] es un poco de ensayo y error. Todos consideramos un reto lo que están haciendo las empresas de Internet».

### Conflicto por las subvenciones
Boeing ha protestado varias veces por las ayudas para desarrollar productos y otras formas de ayudas gubernamentales a Airbus, aunque Airbus ha respondido que Boeing recibe subvenciones ilegales a través del ejército y los contratos de investigación y que ha tenido exenciones de impuestos.
En julio de 2004, el ex CEO de Boeing, Harry Stonecipher, acusó a Airbus de abusar de un acuerdo bilateral entre la Unión Europea y los Estados Unidos de 1992 para dar apoyo gubernamental a las grandes aeronaves civiles. Los gobiernos europeos le dieron a Airbus unos fondos a modo de inversión inicial responsable (ILR, por sus siglas en inglés), conocida como «ayuda para empezar» (launch aid) en los Estados Unidos, que debían ser devueltos con intereses y más cantidades a modos de royalties solamente si el avión tenía éxito comercial. Airbus sostenía que aquello era totalmente compatible con el acuerdo EE. UU.-UE de 1992 y con la normativa de la OMC. El acuerdo dice que debe devolverse la subvención con hasta un 33 % más, con intereses y royalties, y que debe ser devuelta en los 17 primeros años. Estos préstamos tienen una tasa de interés mínimo igual al coste de endeudamiento del gobierno más un 0,25 %, lo que sería inferior a los tipos de interés de los que dispondría Airbus en el los mercados sin el apoyo del gobierno. Airbus afirma que, desde la firma del acuerdo entre la UE y Estados Unidos en 1992, ha pagado a los gobiernos europeos más de 6700 millones de dólares y que esto es un 40 % más de lo que ha recibido.
Airbus argumentaba que los contratos militares con los que se premió a Boeing, que es el segundo mayor contratista de defensa de los Estados Unidos, son una forma de subvención, a propósito de la controversia que rondó el contrato militar del Boeing KC-767. El apoyo significativo del gobierno de Estados Unidos a la NASA también provee de un apoyo significativo a Boeing. También son un gran apoyo las grandes exenciones de impuestos que se ofrecen a Boeing. Por ello algunos dijeron que todo esto era una violación del tratado de 1992 y de las normas de la OMC. En sus productos recientes, como el Boeing 787 Dreamliner, también se le ha ofrecido a Boeing financiación directa de los gobiernos locales y gubernamentales.
En enero de 2005, los representantes de las áreas de comercio de la Unión Europea y de los Estados Unidos, Peter Mandelson y Robert Zoellick respectivamente, aceptaron iniciar conversaciones para resolver las tensiones en aumento. No obstante, estas conversaciones no fueron exitosas y la disputa se hizo más intensa que antes del acercamiento.
La OMC dictaminó en agosto de 2010 y en mayo de 2011 que Airbus había recibido subsidios gubernamentales impropios a través de préstamos con intereses que estaban por debajo de las ratios de varios países europeos. En un dictamen diferente de febrero de 2011, la OMC encontró que Boeing había recibido ayudas locales y federales que violaban las normas de la OMC.

## Presencia internacional

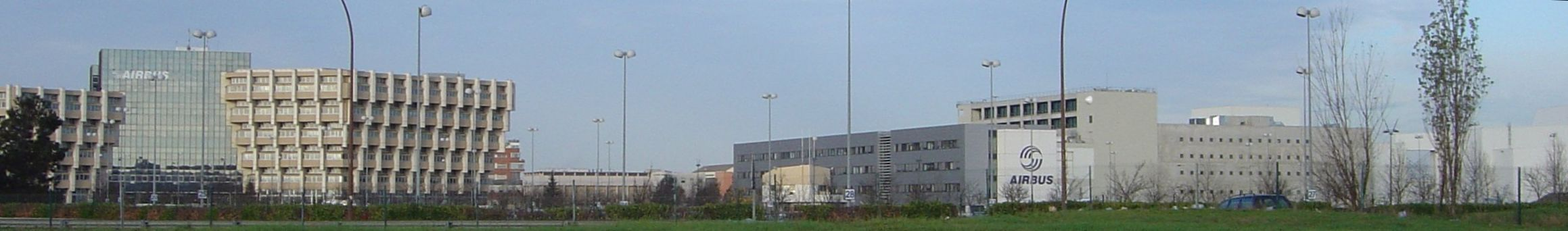
La principal fábrica de Airbus, en el aeropuerto de Toulouse-Blagnac, Francia.

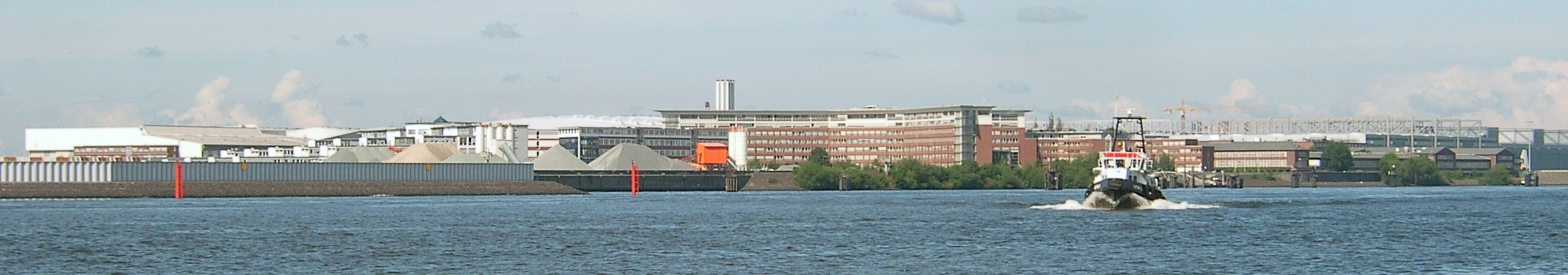
Fábrica de Airbus en Hamburgo, Alemania.

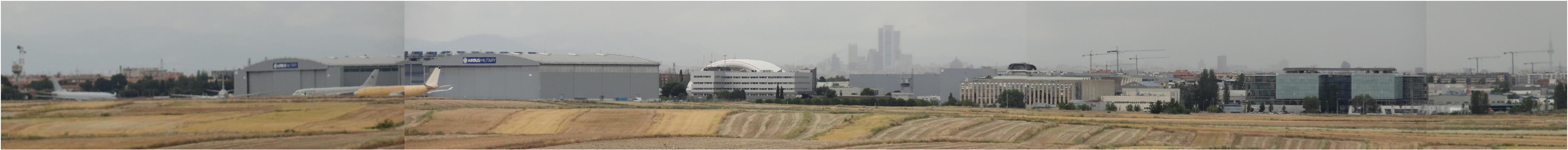
Fábrica de Airbus en Getafe, Comunidad de Madrid, España.

Airbus tiene varias líneas de ensamblaje para sus diferentes modelos. Estas son:
- Toulouse, Francia (A320, A330, A350 y A380).
- Hamburgo, Alemania (serie A320).
- Tianjin, China (serie A320).
- Mobile, Alabama, Estados Unidos (A320).

No obstante, Airbus tiene muchas plantas en diferentes lugares de Europa por haberse fundado como un consorcio. Como solución original para el transporte de las partes entre las diferentes fábricas de ensemblaje se emplea el Airbus Beluga, que es capaz de transportar secciones enteras del fuselaje de un avión Airbus. Esta solución ha hecho que Boeing investigue cómo reutilizar 3 de sus aviones Boeing 747 para transportar componentes de los Boeing 787. No obstante, el fuselaje y las alas del A380 son demasiado grandes y sus partes no se pueden transportar en el Beluga. Las partes grandes del A380 son llevadas en barco a Burdeos y luego son transportadas a la planta de ensamblaje de Toulouse por el Itinéraire à Grand Gabarit, un canal de agua con una carretera.
Airbus abrió una planta de ensamblado en Tianjin, en la República Popular de China, para su serie de aeronaves A320 en 2003.
Airbus empezó construyendo una planta de fabricación de componentes de 350 millones de dólares en Harbin, China, en julio de 2009, que daba empleo a 1000 personas. Estuvo operativa a finales de 2010. La fábrica de 30 000 m² (metros cuadrados) fabricaría piezas y esamblaría algunas partes del A350 XWB, la familia del A320 y de los futuros programas de Airbus. Harbin Aircraft Industry Group Corporation, Hafei Aviation Industry Company Ltd, AviChina Industry & Technology Company y otros socios chinos controlaban el 80 % del accionariado de la fábrica mientras que Airbus controlaba el 20 % restante.
Norteamérica es una región importante para Airbus en términos de venta de aviones y de suministros. Los clientes norteamericanos han encargado 2000 de los 5300 aviones vendidos por Airbus en todo el mundo (desde los A318 de 107 asientos a los de 565 asientos del A380). Los contratistas estadounidenses de Airbus, que dan trabajo a unas 120 000 personas, ganaron 5500 millones de dólares en 2003. Como ejemplo, se puede señalar que el 51 % de la carga de trabajo del A380 está en Estados Unidos.
El CEO de Airbus, Fabrice Brégier, desveló en el centro de convenciones de Mobile el 2 de julio de 2012 los planes de la compañía para crear una planta de ensamblaje en Mobile, Alabama. Este plan incluía una fábrica de 600 millones de dólares en el Aeropuerto de Mobile en Brookley para el ensamblaje del A319, el A320 y el A321. Esta fábrica podría dar trabajo a tiempo completo a 1000 personas cuando estuviera operativa. La construcción comenzó el 8 de abril de 2013, pasó a estar operativa en 2015, y se dedicaría a producir 50 aviones al año a partir de 2017.

## Logros medioambientales
Airbus ha firmado el plan Flightpath 2050, un plan de la industria aeronáutica para reducir el ruido y las emisiones de CO2 y NOx de los aviones.
Airbus fue la primera empresa aeroespacial que logró el certificado ISO 14001, en enero de 2007. Este certificado se otorga tras haber evaluado a toda la empresa, no solo a los aviones que produce.

### Biocombustible
Airbus se ha unido con Honeywell y con JetBlue para reducir la polución y la dependencia del petróleo. Están intentando desarrollar un biocombustible (biofuel) que podría usarse en torno a 2030. Las compañías se han propuesto abastecer a un tercio de los aviones del mundo sin afectar a los recursos alimenticios. Las algas se consideran como una posible fuente de energía alternativa porque absorben dióxido de carbono durante su crecimiento y porque su uso no afectaría a la producción de alimentos. Sin embargo, los combustibles realizados a base de algas o a base de otra vegetación siguen siendo experimentales, y el combustible a base de algas es caro de desarrollar. Airbus ha hecho funcionar recientemente el primer motor que usa un combustible para volar que mezcla un 60 % de queroseno con un 40 % de gas natural. Esto no acaba con las emisiones de carbono, pero carece de emisiones de azufre. El combustible alternativo puede funcionar adecuadamente en los motores de los aviones Airbus, lo que lo convierte en un combustible alternativo que no requiere nuevos motores de avión. Esto y los esfuerzos para el largo plazo de la compañía se consideran pasos hacia aviones apropiados para el medio ambiente.

## Créditos expedidos
De acuerdo con Patrick Crawford, del UK Export Finance:

Históricamente, las tres agencias europeas de expedición de créditos (ECGDs, por sus siglas en inglés) que han apoyado a Airbus han cubierto el 17 % del total de las ventas de la compañía. En 2009-2010, a causa de la disminución de liquidez bancaria mundial, ese porcentaje ha alcanzado el 33 %. Las garantías de las ECGDs que concernían a Airbus crecieron hasta ser el 90 % del valor de los negocios suscritos y el 83 % de las instalaciones. Cerca del 50 % de estas entregas de Airbus contaban con motores del Reino Unido (suministrados por Rolls-Royce o IAE)

## Código de identificación de aviones Airbus
Airbus usa un código alfanumérico, seguido de un guion y de tres dígitos.
El número del modelo del avión normalmente tiene una A, un 3, otro dígito y un cero, por ejemplo; A380. No obstante, hay excepciones, como las del A318, el A319 y el A321. Los tres dígitos subsiguientes indican el número de serie del avión, el fabricante del motor y el número de la versión del motor respectivamente. Por ejemplo, el código de un avión A320-200 con un motor de International Aero Engines (IAE) V2500-A1, contaría con un 2 por la serie 200, un 3 es por el motor IAE, y el 1 por la versión 1, de modo que el número del avión es A320-231.
Normalmente se usa una letra adicional, entre ellas: la C para una versión combinada (de pasajeros y de carga), una F para un modelo de carga, una R para un modelo de gran tamaño, una E para un modelo mejorado, una X para opciones, una N para una nueva generación de motores (neo).
Un sufijo LR significa largo alcance, ULR quiere decir ultra largo alcance. Y quiere decir extra largo alcance (A321XLR es el nombre genérico del modelo) e incluye Airbus Cabin Flex que se indica en otros miembros de la Familia Airbus A320neo como opción (X). Es decir que XLR en el código indica un A321LR con Cabin Flex, no un A321XLR.
Un sufijo ST indica un super transportador (A300-600ST), una L quiere decir un super transportador de tamaño extra grande (A330-743L).
ACJ significa Airbus Corporate Jet.
Un sufijo P2F significa avión de pasajeros convertido a carguero.

### Códigos de motores
| Código | Compañía manufacturera                            |
| ------ | ------------------------------------------------- |
| 0      | General Electric (GE)                             |
| 1      | CFM (SNECMA & GE)                                 |
| 2      | Pratt & Whitney (PW)                              |
| 3      | International Aero Engines (RR, PW, MTU & JAEC)   |
| 4      | Rolls-Royce (RR)                                  |
| 5      | CFM (Safran & GE) de nueva generación             |
| 6      | Engine Alliance (GE & PW)                         |
| 7      | Pratt & Whitney (PW) GTF, turbofán con engranajes |

Nota: Las aeronaves CASA no siguen estas convenciones.